# Agadir-Inezganes flygplats
Agadir-Inezganes flygplats är en flygplats som korsas av den marockanska staden Agadirs gräns. Den ligger i regionen Souss-Massa, 500 km sydväst om huvudstaden Rabat.